# Olga Chkournova
Olga Chkournova (en russe : Ольга Дмитриевна Шкурнова) est une joueuse de volley-ball soviétique née le 23 mars 1962 à Odessa.